# Лунела (Месина)
Лунела је насеље у Италији у округу Месина, региону Сицилија.
Према процени из 2011. у насељу је живело 37 становника. Насеље се налази на надморској висини од 687 м.